# ラーマチャンドラ・ラージュ
ラーマチャンドラ・ラージュ（Ramachandra Raju、1980年7月7日 - ）は、インドのカンナダ語映画で活動する俳優。『K.G.Fシリーズ』のガルダ役で知られており、タミル語映画、テルグ語映画、マラヤーラム語映画にも出演している。

## キャリア
元々はヤシュの運転手兼ボディガードとして12年近く働いていたが、2018年にヤシュ主演の『K.G.F: CHAPTER 1』で俳優デビューし、主人公ロッキーと敵対するガルダ役を演じた。出演のきっかけは、ヤシュが脚本の打ち合わせをする場に同席した際、監督のプラシャーント・ニールから出演を打診されたことだった。俳優業に興味があったラージュは出演を承諾し、役作りのために1年間ワークショップに通い、同時に肉体トレーニングも行った。同作への出演をきっかけにカンナダ語映画やタミル語映画から出演オファーがくるようになり、『スルターン』や『Jana Gana Mana』に出演している。

## フィルモグラフィー
- K.G.F: CHAPTER 1（2018年）[5]
- スルターン（英語版）（2021年）[5]
- Kodiyil Oruvan（2021年）[8]
- Maha Samudram（2021年）[9]
- Madhagaja（2021年）
- Rider（2021年）
- Aaraattu（2022年）
- Bheemla Nayak（2022年）
- K.G.F: CHAPTER 2（2022年）
- Bhala Thandanana（2022年）
- Yaanai（2022年）
- Jana Gana Mana（2023年）
- Aranmanai 4（2023年）
- SALAAR/サラール（2023年）

## 受賞歴
| 年                                             | 部門                     | 作品名               | 結果               | 出典               |
| 南インド国際映画賞                             | 南インド国際映画賞       | 南インド国際映画賞   | 南インド国際映画賞 | 南インド国際映画賞 |
| ---------------------------------------------- | ------------------------ | -------------------- | ------------------ | ------------------ |
| 2019年                                         | カンナダ語映画部門悪役賞 | 『K.G.F: CHAPTER 1』 | ノミネート         | [ 10 ]             |
| ジー・カンナダ・ヘメヤ・カンナダティ・アワード |                          |                      |                    |                    |
| 2019年                                         | 悪役賞                   | 『K.G.F: CHAPTER 1』 | 受賞               | [ 11 ]             |